# Jacques Jubert
Pour les articles homonymes, voir Jubert.
Jacques Jubert, né le 18 avril 1940 à Unverre en Eure-et-Loir, est un dessinateur, graveur et sculpteur français.

## Biographie
Jacques Jubert entre à quatorze ans à l'École Estienne à Paris et en sort diplômé en 1959. Il étudie ensuite aux Arts déco, il dessine et grave son premier timbre-poste en taille-douce en 1978.
Il réalise en 1995, d’après une gravure sur bois du XVe siècle, une gravure pour un timbre représentant un garçon apothicaire au travail.
En 1997, il assure la direction artistique des éditions philatéliques de Saint-Pierre-et-Miquelon. 
Il est l'auteur d'une Arche des Kerguelen pour les TAAF, parue en 2001.
Il grave les couleurs du recto du billet de 20 francs Debussy.

## Récompense
Jacques Jubert est élu en 1986 Meilleur ouvrier de France en taille-douce.